# Lakatos Artúr
Lakatos Artúr, született Schlosser Artúr (Bécs, 1880. március 15. – Budapest, 1968. február 9.) magyar festő és iparművész.

## Életpályája

### Pályakezdés és kibontakozás a századelőn és azI. világháborúidején

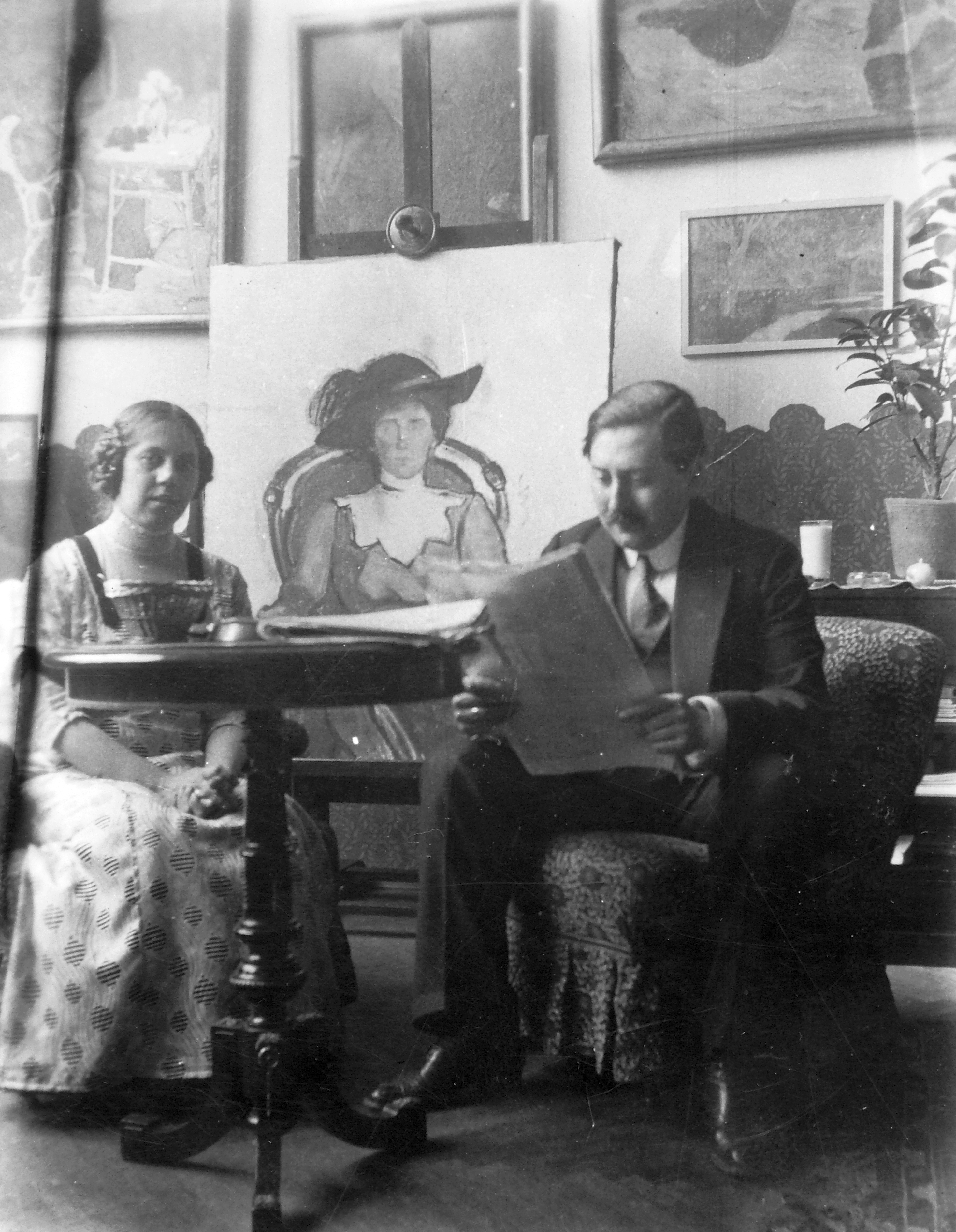
Lakatos Artúr feleségével, Visy Erzsébettel

Schlosser Salamon kereskedő és Weil Johanna fia. Iskoláit a Budapesti Iparrajziskolában, a Mintarajziskolában, a Képzőművészeti Főiskolán végezte, ahol 1905-ben rajztanári oklevelet szerzett. Később Székely Bertalannál tanult, járt Hollósy Simon nagybányai iskolájába, majd München és Párizs következett.
Első könyv-illusztrációi barátja, Battlay Geyza verseskötetében jelentek meg. („Dalok a néma leányhoz”, 1900). Számos fejlécet és záródíszt publikált a MŰVÉSZET c. folyóiratban a múlt század elején. Goldberger Leó textilgyáros megbízásából a nagyipari művészi szövet-előállítási technikákat tanulmányozta Mulhouse-ban és Párizsban (1905).
1905-ben az Iparművészeti Társulat csomózott szőnyegpályázatán megnyerte a 300 koronás I. díjat. A következő évben a párizsi Őszi Nagy Szalon törzstagjává választotta. A milánói Nemzetközi Iparművészeti kiállításon a Tündér Ilona-témáját feldolgozó szövött faliszőnyegét aranyéremmel tüntették ki (1906).
35 éves tanári működését a Székesfővárosi Iparrajziskola szövőműhelyének megszervezésével kezdte el, 1906-ban. Négy éves átmeneti időszakban a Kassai Állami Javítóintézet iparművészeti műhelyeinek rajztanára volt (1908–1912). Kézműves jellegű, oktatói-nevelői munkája közben az iskola faipari, szövőipari, bőripari műhelyekben lehetősége nyílott saját terveinek kísérleti megvalósítására is. Kassán bontakozott ki bútortervezői munkássága.
Első önálló kiállítására 1910-ben Budapesten, a Könyves Kálmán Szalonban került sor. Ekkor főleg olyan iparművészként mutatkozott be, aki azért fest is. 1912-ben, Kassáról visszatelepülvén, elfoglalta régi állását a Székesfővárosi Iparrajziskola textilszakosztálya vezető tanáraként.
Az első világháború megszakította sikeresen induló művészpályáját. Négy évet kényszerült hadifogságban tölteni. Megpróbáltatásának állomásai: Szerbia (Nis), Albánia, Olaszország (Elba-szigetén Portoferraio, Azinara-szigete, Nocera Umbra Bagni) voltak, 1914 decemberétől 1918 márciusáig. Hetven, fogságban festett képpel tért haza, mert viszonylag emberséges rabtartói engedték festeni.
Második gyűjteményes kiállítását a budapesti Nemzeti Szalonban, 1918 júniusában rendezte meg. A katona-festő nagy feltűnést keltett friss impresszióival.

### Lakatos Artúr művészete a kétvilágháborúközt
Budapesten ismét élére állt az Iparrajziskola textilosztályának. Mint a Paál László Társaság kvalitásos arckép- és tájképfestője, a két háború között sok csoportos kiállításon vett részt. A Magyar Kultusz- és Közoktatásügyi Minisztérium Külföldi Kiállítás-rendezői Bizottságának tagjaként számos kiállítást rendezett.
Sok pavilont maga tervezett. 1923-ban a Paál László Társaság Bemutatkozó Kiállításán a Nemzeti Szalonban festészeti díjat nyert. Ugyanebben az évben a Monzai Nemzetközi Iparművészeti Kiállításon csomózott szőnyegeit aranyéremmel tüntették ki. 1924-ben, a Vigadóban rendezett Iparművészeti Társaság kiállításán porcelán dísztárgyakat mutatott be. A pécsi Zsolnay porcelángyár és a pesti Fischer-gyár számára eredeti kerámiaterveket készített.
Az 1926–1934-es években a Százados úti művésztelepen alkotott. Szerteágazó tervezői tevékenysége az iparművészet csaknem valamennyi ágát felölelte. Egyedi rajzok, könyv- és újság-illusztrációk, alkalmazott grafikák, Ex Libris-ek], bútorok, belsők, festmények, textil-tervek, szőnyegek, szövött faliképek, könyvtáblák, kerámia- és porcelántárgyak, tapéta-tervek és ólomüveg-ablakok kerültek ki keze alól. Kitűnő szín- és kompozíciós érzékkel egyesítette a szecessziót magyaros motívumokkal.
1931-ben, a Nemzeti Szalon Tavaszi Tárlatán festményeit ezüstéremmel jutalmazták (Pécsi külváros, Ramsau). Harmadik önálló kiállítására Budapesten a Fészek Művészklubban került sor (1931). Rendszeresen publikált iparművészeti tárgyú cikkeket. 1933–ban az akkori Nemzetközi Vásárról írt a Magyar Iparművészetben.
1935 decemberében az Országos Magyar Iparművészeti Társulat Jubiláris Kiállításán magyaros lakószobát, bútorszöveteket, szőnyegeket és más, háziipari tárgyakat mutatott be. Kiállításokon való aktív szereplését több ízben jutalmazták társulati aranyéremmel. 1936-ban tervrajzokat készített a Herendi Porcelángyár részére (hullámvonal-kontúros hamutartók, fali-tányérok Budavár visszafoglalásának 250. évfordulója alkalmából).
Aranyérmet nyert a következő évi párizsi Nemzetközi Iparművészeti Kiállításon. 1941-ben, harmincöt éves tanári szolgálat után nyugdíjba ment.

### Ostrom utáni alkotó periódusa és az utolsó évtized
Az ostrom után is aktívan dolgozott, a művészet számos műfajában alkotott: tájképeket, csendéleteket, portrékat festett; sok színpompás szőnyeget tervezett.
Szakérettségizők rajz-tanításával is foglalkozott. Előadásokat tartott a szőnyegszövésről. Hetente egyszer képet küldött a Képzőművészeti Alap zsűrijébe. Kiállításokon élete utolsó két évtizedében is szerepelt (1945 – Egyházművészeti kiállítás, Szalmássy-galéria; 1948 – Szociáldemokrata Képzőművészek kiállítása, 1957 – Arcképfestők az Ernst Múzeumban, Nemzeti kiállítás a Műcsarnokban, 1960 – A felszabadult Budapest művészete, Magyar Nemzeti Galéria, 1962 – Nagybányai festők, MNG, 1965 – Százados-úti Művésztelep jubileumi kiállítása, MNG).
1955-ben a Munka Érdemrend arany fokozatával tüntette ki az Elnöki Tanács. Utolsó jubileumi kiállítását 1960 szeptemberében láthattuk a budapesti Fényes Adolf-teremben. 88 éves korában érte a halál, 1968. február 9-én. Az utolsó napokig fáradhatatlanul festett Lakatos Artúr, a sokoldalú művész.

## Házasságai és leszármazottjai
Budapesten 1907. június 4-én feleségül vette a nemesi származású Visy Erzsébet (Budapest, 1876. január 1.–Budapest, 1915. május 22.) kisasszonyt, akinek a szülei nemes Visi Imre (1852–1889) író, publicista, országgyűlési képviselő és hírlapszerkesztő, és Gábos Irma (1853–1916) voltak. Lakatos Artur és Visy Erzsébet frigyéből született:
- Lakatos Imre. Neje: Vass Margit.

1918. novemberében Budapesten elvette nagyatádi Visy Ilona (Budapest, 1893. május 6.–Budapest, 1986. július 12.) kisasszonyt, akinek a szülei dr. nagyatádi Visy László (1854–1935), Pécs szabad királyi város főispánja, és nemes Ferenczy Ilona (1863–1930) voltak; Visy László, pécsi ügyvéd 1905. február 7-én I. Ferenc József magyar királytól adományban szerzett magyar nemességet, a "nagyatádi" nemesi előnevet, valamint engedélyt is kapott a "Jobst" vezetékneve megváltoztatására "Visy"-re.

## Művei
Festői korszakai
- Kibontakozás[39] (1900–1914, Nagybánya, Brugge, Párizs, Kassa)
- Hadifogságban[40] (1914–1918, Nis, Portoferraio, Nocera)
- Két világháború közt[41] (1918–1939) Hazai tájak-városok (Balaton, Komló, Mohács, Pécs, Budapest) Külföldi tájak–városok (Ausztria, Párizs, Velence, Róma)
- Ostrom után[42] (1945–1956) Budapest (Duna-hidak, Budai Vár, Gellérthegy) Vidék (Kecskemét, Komló, Nagymaros, Szentendre, Pécs, Sárospatak, Zsennye)
- Utolsó évtized[43] (1957–1968) Budapest (Gellérthegy és környéke) Vidék (Kecskemét, Nagymaros, Szentendre, Pécs, Sárospatak)

Grafikái
I – Rajzok
- Egyedi rajzok (fejek, figurák, tájak-városok)[44]
- Aktok[45]
- Fejlécek és záródíszek[46]
- Könyv- és újságillusztrációk[47]
- Könyvjegyek (Ex Libris-ek)[48]
- Tanulmányok, tervek

II – Alkalmi grafikák
- Címke[49]
- Csomagolópapír[50]
- Emléktábla[51]
- Könyvborító[52]
- Meghívó[22]
- Oklevél
- Plakát, reklámgrafika
- Zászló

Iparművészete
- Bútorok[53]
- Belsők
- 1903 – Gobelinnel bevont karosszék (Magyar Iparművészet, 1903. jan. 1. p 11. Modern lakás, Karácsonyi kiállítás – a gobelin mintáját tervezte: Lakatos Artúr, készítette Kabay Dánielné)
- 1906 – Ebédlő és hálószoba bútorai (kivitelezte: Hosszú István asztalos-mester)
- 1910 – Fogadó- és úriszoba, bemutatva a művész első önálló kiállításán, a Könyves Kálmán Szalonban (készült az Igazságügy-miniszter Kassai Ipariskolájában) Íróasztal és asztali tárgyak, karosszék, kettős szekrény, pamlag, nyolcszögletű dohányzóasztal. (Magyar Iparművészet, ”Lakatos Artúr kiállítása”, 1914. p 34.)
- 1912 – Szalon tölgyfából (A Lakás, II. évf. 1912. 7. sz. p. 4. szerk. Rákosi Tibor)
- 1912 – Leányszoba citromfából (The Studio Year-Book, 1913, p 232, „Dining Room in Oak”, executed in the Royal Industrial School, Kaschau, ill. A Lakás, II. évf. 1912. 7. sz. p. 4.)
- 1913 – Úri fogadó az Ernst-múzeum kiállításán, készült a Viktória bútorgyár műhelyében) – talpas, kerek asztal, íves hátú pamlag karosszékekkel, hármas vitrin, szőnyeg (Új Idők, „Szövet és bútor”, írta Lyka Károly, Budapest 1913. dec. 7.)
- 1925 – Szalonbútorok – kerek asztal, karosszék, pamlag (tervrajzok és fotók)
- 1925 – Szalon-szekrény (kivitel: Mayhen Ferenc asztalos-mester)
- 1925 – Színes falnézetek egy szalonhoz (magyaros tapéta és ajtó-dísz, ülőbútorok, kerek asztal, üveges faliszekrény, intarziás ill. üvegajtós, lábakon álló szalonszekrény)
- 1926 – Pécsi Főispáni Hivatal bútorai (tiszta barokk stílusban)
- 1931 – Baranya-megyei közgyűlési terem belső tervei (Visy Zoltán építésszel)
- 1933 – Turistaszálló fogadó-, lakó- és hálószobája (Iparrajziskola karácsonyi kiállítása)
- 1935 – Lakószoba családi házban (Tér és Forma, ill. Magyar Iparművészet, 1935. 9-10. sz.) Kivitelezték: asztalosmunka – Mayhen Ferenc, ülőbútorok és kárpitosmunka – Bodonyi Jenő, szövetbevonás – Székesfővárosi Iparrajziskola.
- 1938 – Terv-variációk egy lakószobához (magyaros és modern változatok)
- 1943 – Sopianae söröző, Pécs, Rákóczi út 79/c (Marsay-palota) ülőbútor, üvegablak, kályharács, búbos-kemence, falburkolat, ajtódísz, világító-testek, mozaik-padló, faliképek, teljes belső berendezés.
- 1944 – Székesfővárosi polgármesteri fogadóterem belső tervei (famennyezet – diófa, tölgyfa berakással, ill. 85 m2 szőnyeg) – III. ker. elöljáróság (Magyar Iparművészet, 1944. 2. sz. XLVII. évf.) készült a Székesfővárosi Iparrajziskola szakosztályain, megrendelő: Dr. Szendy Károly polgármester

Gobelinek (szövött faliképek)
Életútjának textil-állomásai
- 1903 – Magyaros ruha terve
- 1905 – Csomózott szőnyegpályázat, I. díj
- 1905 – Mulhouse, Párizs – tanulmányút, műhelyek, mintarajzok, nagyüzemi módszerek honosítása
- 1906 – Brugge (Belgium) – gobelin-tervek (Bruggei csatorna, kikötő)
- 1906 – Milánói iparművészeti kiállítás aranyérme
- 1908-12 – Kassai Állami Javító-Nevelő Intézet tanműhelye (bútor, textil és bőr) csomózott szőnyegtervek (Szerencsejátékosok- gobelin)
- 1913 – Textile Kunst c. lapban reprodukált gobelinek, csomózott szőnyegek és bútorszövetek (Levetus cikke: „Lakatos Artúr, budapesti tanár”)
- 1918–36 Kapcsolat a Gödöllői Szövőműhellyel (Szent Erzsébet, két változatban, Szent István-gobelinek)
- 1912–14 ill. 1918-1941 Székesfővárosi Iparrajziskola textil-tanműhelyének vezetője (oktatási céllal tervezett munkáit tanítványai szövik)
- 1936 – Iparművészeti Társulat aranyérme (szőttesek, hímzések, csomózott szőnyegek, méltatások: Perneszi, Kállay, Mihalik tollából)
- 1937 – a párizsi Arts et Métiers nagy aranyérme a magyar pavilonban kiállított szőnyegeiért
- Kapcsolat a Zalai Kendő- és Kötőiparral (Fővárosi megrendelések, III. kerületi elöljáróság padlószőnyege)
- 1946 – batik, selyem-festés (pl. a romos Budapest motívumaiból komponált minta, l. absztrakt szövetmotívumoknál)

Kerámia, porcelán
Könyvművészet
Pavilonok
- 1920-as évek – Braun-pavilon
- 1925 – Pezsgő-pavilon
- 1926 – Fővárosi Söröző pavilonja
- 1927 – Dreher-Maul pavilon
- 1927 – Boon’s Cacao-pavilon
- 1927 – Meinl-pavilon
- 1927 – Modiano-pavilon
- 1928 – Goldberger Sámuel és fiai RT pavilonja
- 1929 – Magyar Posztógyár, Csepel pavilonja
- 1929 – Magyar Pamutipar RT pavilonja
- 1929 – Selyemipar kollektív pavilonja
- 1932 – Hoffmann-képkeretgyár pavilonja
- 1932 – Posztógyár kopjafás pavilonja, két változatban
- 1932 – Hengeres textilstand
- 1933 – Pamuttextilművek standja
- 1933 – Tabula Rasa-pavilon
- 1933 – Magyar Posztógyár RT belső standja
- 1933 – Hoffmann-képkeretezőgyár standja
- 1934 – Vadásztöltény-Gyutacs- és Fémárugyár reklám-teherautója (Hubertus-töltény)
- 1936 – Magyar Selyemipar nyolcszögletű pavilonja
- 1936 – Magyar Posztógyár, Csepel
- 1936 – Üvegérték-üzlet látványterve
- 1930-as évek – Ruggyantagyár hasáb-pavilonja (látványterv)
- 1930-as évek – Ruggyantagyár hengeres pavilonja (látványterv)
- 1930-as évek – Globus-pavilon (látványterv)
- 1943 – Pamuttextil-művek (nézet, alaprajz)

Rézveretek
Szőnyegek
Szövetmotívumok
- absztrakt minták[57]
- állat-motívumok[58]
- figurák[59]
- fonatok-sávok[60]
- indák[61]
- köralapú minták[62]
- négyzetrácsos minták[63]
- rombuszok[64]
- virágok[65]

Tapéta-tervek
Üvegművészet

## Kiállításai

### Egyéni kiállításai
- 1910: Könyves Kálmán Szalon, Budapest
- 1918: Nemzeti Szalon, Budapest
- 1931: Fészek Klub, Budapest
- 1960: Fényes Adolf Terem, Budapest

### Csoportos kiállítások (válogatás)
- 1906 – Salon d’Autumn de Paris (2 kép, 10 iparművészeti mű)
- 1906 – Milánó: Nemzetközi Iparművészeti kiállítás (Tündér Ilona – faliszőnyeg, aranyéremmel jutalmazva)
- 1909. december – Kassa: Kővári Szilárd és Lakatos Artúr képkiállítása (37 db mű, nagyrészt tájképek, pasztell- ill. olajtechnikával, csomózott szőnyegek, fonott bútorgarnitúra)
- 1911. január – Berlin, Warenhaus Wertheim (szövött faliszőnyeg)
- 1911 – Kassa: Képzőművészeti Kiállítás Kassán: Fidler, Kővári, Lakatos (37 db mű, főleg tájképek – olaj, pasztell, gouache, akvarell és egy gobelin)
- 1913 – Budapest: Iparművészek az Ernst Múzeumban (Úri fogadó)
- 1922. május – Stockholm: Ungerska Konstutställningen I Konstakademien (Magyar Műkiállítás a svéd Művészeti Akadémián) – batikok és gobelinek.
- 1923 – Nemzeti Szalon: A Paál László Társaság bemutatkozó kiállítása
- 1924 – Vigadó: Az Iparművészeti Társaság Kiállítása (Porcelán dísztárgyak)
- 1925. június – Nemzeti Szalon: A Paál László Társaság kiállítása (Fischer Béla alispán arcképe)
- 1925 – Iparművészeti Múzeum: "Az Iparművészeti Oktatás Kiállítása"
- 1925. október – Régi Műcsarnok (Andrássy út 69.): Az Országos Magyar Iparművészeti Társulat Jubiláris Kiállítása (Szalon és porcelán-tárgyak, bútortervek)
- 1926. április – Nemzeti Szalon: A Paál László Társaság Kiállítása (Baranyai falu, Pécs, Templom Mohácson, Mohácsi sokác utca, Tabán)
- 1926. október – Pécsi Képzőművészeti Kiállítás
- 1926. október – A Műcsarnok Őszi Tárlata (Mohácsi kép)
- 1926. Iparművészeti Múzeum: "A Magyar Iparművészet és Iparrajz-oktatás Kiállítása"
- 1927. április – A Műcsarnok Tavaszi Tárlata (a Paál László Társasággal) (Téli táj, Tabán)
- 1928. március – A Műcsarnok Tavaszi Tárlata (a Paál László Társasággal) (Tájkép, Dr. Siklóssy József vadászképe)
- 1929. január – Nemzeti Szalon: "A Paál László Társaság Harmadik Kiállítása" (Fiam – Lakatos Imre arcképe, Vajdahunyad vára, Tettye, Torday professzor)
- 1930. március – Műcsarnok Tavaszi Tárlata (a Paál László Társasággal) – "Pécsi táj"
- 1930 – Művészotthon (Rákóczi út 72.): "Olasz-magyar Képkiállítás Budapesten" (Tájképek)
- 1930. október – Nemzeti Szalon: "Arcképfestők Kiállítása"
- 1931. július – Nemzeti Szalon Tavaszi Tárlata (Két tájrészlet: Pécsi Külváros, Ramsau) – Ezüstéremmel kitüntetve
- 1931. október – Nemzeti Szalon: "Magyar Szőnyegek, Gobelinek"
- 1932. február – Műcsarnok: "Nyolcvan Év Magyar Művészete"
- 1932. február – Nemzeti Szalon: "Csendélet Kiállítás"
- 1932. május – Nemzeti Szalon: "Alpesi Tájmotívumok"
- 1932. június – A Nemzeti Szalon Tavaszi Tárlata
- 1932. december – A Székesfővárosi Iparrajz-iskola Karácsonyi Kiállítása (Kerti bútor-garnitúra, szőnyeg, falszövés, batik)
- 1933. január – Technológiai Múzeum: Az Iparművészeti Társulat Lakásművészeti Kiállítása: "Hogyan rendezzük be lakásunkat?" (szőnyegek)
- 1933. július – Iparművészeti Múzeum, Technológiai Intézet: Magyar Népművészeti és Háziipari és Iparművészeti Kiállítás
- 1934. május – A Magyar Iparművészeti Társulat Györgyi Kálmán Emlékkiállítása (textilmunkák)
- 1934. október – Nyíregyháza: Az Iparművészeti Társulat Kiállítása
- 1934. november – Nemzeti Szalon: A Paál László Társaság Jubiláris Kiállítása (Balatoni táj, Pécsi látkép, Csúcsíves templom Seewalchen-ben)
- 1934. december – Iparművészeti Múzeum, Technológiai Intézet: Az Országos Magyar Iparművészeti Társulat Karácsonyi Kiállítása (Szőnyegek)
- 1935. március – Bécs (Hagenbund): Magyar Népművészeti Kiállítás (szőnyegek)
- 1935. június – Pécs (Pannónia szálló): Az Országos Magyar Iparművészeti Társulat Kiállítása
- 1935. december – Budapest: Az Országos Magyar Iparművészeti Társulat Jubiláris Kiállítása (magyaros lakószoba, bútorszövetek, szőnyeg, háziipari tárgyak)
- 1936. június – Győr (Kultúrház): Az Országos Magyar Iparművészeti Társulat Iparművészeti és Háziipari Kiállítása
- 1936. július – A Székesfővárosi Iparrajziskola Kiállítása (itt tanárként szerepel)
- 1936. december – Iparművészeti Múzeum (Üllői út): Karácsonyi Iparművészeti Vásár
- 1937. július – Budapest (Török Pál utca) – A Székesfővárosi Iparrajziskola (évzáró) kiállítása (Szent István-gobelin)
- 1937. november – Miskolc (Korona-szálló): Az Országos Magyar Iparművészeti Társulat Kiállítása (Szőnyeg, belső berendezés, textília, szőttes)
- 1937. december – Iparművészeti Múzeum: Az Országos Magyar Iparművészeti Társulat Karácsonyi Vására
- 1938. február – A Műcsarnok Téli Tárlata (Friesach-i piactér, útiképek, város-részletek)
- 1938. november – Budapest (Mária Valéria utca) – Első Magyar Iparművészeti Kiállítás (Textil- és belsőépítészeti tervek, szőnyegterve)
- 1941. október – Nemzeti Szalon: A Paál László Társaság Hatodik Kiállítása (Sashegy, Pécsi külváros, Vár a Naphegyről nézve, Karintiai táj, Mecseki táj, Luxembourg kertje, Horthy Miklós-híd, Ősz a Gellérthegyen, Radstadt, Lágymányos, Önarckép, Lányarckép – Leányom, Lakatos Márta – olajfestmények)
- 1943. május – Műcsarnok: "Kiállítás a Magyar Művészetért" (olajkép)
- 1948. február – Kertész Jenő Munkásotthon: Szociáldemokrata Képzőművészek Kiállítása ("A téma és kifejezés realitása")
- 1948. március – Szalmássy Galéria (Budapest Kossuth Lajos u. 12.): "Egyházművészeti Kiállítás" (francia gobelin)
- 1951. február – XI. Kerületi Képzőművészek Kiállítása (Fehérvári úti rendelő, Dohánygyár)
- 1952 – Ernst Múzeum: I. Iparművészeti Kiállítás (szövött futószőnyeg, csomózott szőnyeg)
- 1952 – Ernst Múzeum: "Békeplakát és Ötéves Terv Grafikai Kiállítás" (Új raktár épült az Április 4. Vasgyárban ill. Az Április 4. Gépgyár bejárata az Ötéves Terv épületeivel – ceruza- és krétarajzok)
- 1952 – Ernst Múzeum: Arcképkiállítás (Önarckép-tanulmány)
- 1959 – Ernst Múzeum: Képzőművészeti Kiállítás (Eső után Komló vidéke)
- 1960. – Magyar Nemzeti Galéria (Budapesti Történeti Múzeum): "A Felszabadult Budapest Művészete" (A Domonkos templom tornya)
- 1965. – Magyar Nemzeti Galéria (Budapesti Történeti Múzeum): "A Százados úti Művésztelep" (Pécsi Külváros c. festmény ill. csomózott szőnyeg)
- 1965. március – XI. Kerületi Képzőművészek (Egry J. utca, akvarell)
- 1967. november – XI. Kerületi Képzőművészek Kiállítása (Egry József általános iskola)
- Posztumusz kiállítás
- 1985. október – Iparművészeti Múzeum: "Magyar Art Deco" (Erdélyi táj, Matyó baba, Bruges-i utca, Szent István c. szövött kárpitok; bútorszövet-minták szövött gyapjúból ill. batikolt selyemből; szőnyegek baranyai ill. buzsáki motívumokkal, párnák; Menekülés Egyiptomba – ólomüveg-kép, továbbá vázák, bonbonier-ek, dekorációs- és textiltervek.)

## Társasági tagság
- Kassai Kazinczi-kör
- Párizsi Őszi Szalon törzs-tagsága
- Országos Magyar Iparművészeti és Képzőművészeti Társaság, 1908-1940
- Paál László Társaság választmányi tagja
- Országos Magyar Képzőművészeti Tanács kinevezett tagja
- Iparművészeti Társulat, 1903 óta rendes, 1911 óta választmányi, 1932 óta igazgatósági tagja, 1932-40 a Kiállítási Bizottság elnöke
- Magyar Nemzeti Szalon Művészeti Egyesület
- Magyar Iparművészek testületi alelnöke
- Magyar Iparművész Egyesület tiszteletbeli tagja
- Munkácsy-céh
- Magyar Néprajzi Társaság

## Díjak
- 1905 – Iparművészeti Társulat, csomózott szőnyegpályázat, 300 koronás I. díj
- 1906 – Párizsi Őszi Nagy Szalon törzstaggá választja
- 1906 – Milánói aranyérem, szövött faliszőnyegért
- 1911 – Magyar Állami ezüstérem
- 1922 – Paál László Társaság festészeti díja
- 1923 – Monza-i Nemzetközi Iparművészeti Kiállítás aranyérme
- 1928 – Állami Iparművészeti érem
- 1931 – Nemzeti Szalon Tavaszi Tárlat ezüstérme
- 1933 – Iparművészeti Társulat elismerő oklevele
- 1935 – Társulati aranyérem
- 1936 – Iparművészeti Társulat Jubiláris Kiállítása, társulati aranyérem
- 1937 – Párizsi Nemzetközi Iparművészeti Kiállítás aranyérme
- 1955 – Munka Érdemrend aranyfokozata
- 1966 – Képzőművészeti Főiskola gyémántdiplomája

## Írásai (válogatás)
- Művészet a szövőiparban In: Magyar Iparművészet, 1906. 6. sz. 262-264. o.
- Iparművészeti ismeretek, I. A Gobelin művészetéről In: Magyar Iparművészet, 1913. VII. IV. melléklet, 24-26. o. illusztráció: Gobelin (Szt. Erzsébet)
- Az idei nemzetközi vásár In: Magyar Iparművészet. 1932. 81-83. o.
- Az idei nemzetközi vásár In: Tér és forma, 1932. júl. V. évf. 7. sz.
- Az idei nemzetközi vásár In: Magyar Iparművészet. 1933. 81-83. o.
- Hogyan rendezzük be lakásunkat? In: Képzőművészet, 1933. 67-69. o.
- A Budapesti Nemzetközi Vásár, 1933” In: Képzőművészet, 1933. 158-159. o.
- A textíliák helyes alkalmazása a korszerű lakásban In: Magyar Iparművészet. 1934. XXXVII. évf. 7-8. sz. 136-138. o.
- A magyar lakásművészet fejlődésének lehetőségei In: Művészet (szerk.: Kende Béla) 1936. 5. sz. 19-20 o.
- Baranyai szőttesek és hímzések In: Muskátli. Magyar kézimunka újság. 1937. 127. o. (A „Magyar Iparművészet” melléklete)
- A XXXII. Budapesti Nemzetközi Vásár In: Művészet, 1937. 93. o.
- A párizsi világkiállítás” In: Művészet, 1937. 165-168. o.
- A XXXIV. Budapesti Nemzetközi Vásár In: Művészet, 1937. 8-9. sz. 96-97. o.
- Az első országos magyar iparművészeti tárlat In: Művészet, 1938. 158-159. o.
- Háborús vásár – a XXXVII. BNV In: Művészet, 1942. VII. évf. 48. sz. 90-92. o.

## Szakirodalom

### Lexikonok (válogatás)
- Művészeti lexikon. II. Szerk.: Éber László. Budapest, 1935. 6. o.
- Almanach (Képzőművészeti lexikon) A Nemzeti Szalon Almanachja. Szerk.: Déry Béla, Bányász László, Margitay Ernő. Budapest 1912. 136, 185. o. repr. L. tábla

### Tanulmányok folyóiratokban (válogatás)
- Perneszi S. Kálmán: Lakatos Arthur, az iparművész In: Művészeti Szalon, 1927. 12. sz. 10. o.
- Kállay Miklós: Lakatos Artúr, a festő és iparművész In: Magyar Iparművészet, 1931. 89-90. o.
- Mihalik Sándor: Lakatos Arthur új szőnyegei In: Magyar Iparművészet, 1936. 30-31. o.
- e. i.: Lakatos Arthur újabb magyar szőnyegei In: Művészet, 1937. 144. o.
- Ismeretlen szerző: Lakatos Artúr kiállítása In: Művészet, 1960. 33. o. repr. is
- Váli Éva: Lakatos Artúr, a sokoldalú iparművész In: Kábel, 1966. márc. 3, 4. o.
- Ismeretlen szerző: In memoriam Lakatos Artúr In: Művészet, 1968. 9. o.

### Kiállítási kritikák (válogatás)
- KJ.: Lakatos Arthur. Kollektív kiállítás a Könyves Kálmán Szalonjában. In: A Cél. 1910. 3. szám, 203-204. o.
- Bárdos Arthur: Bútorok, szőnyegek, képek. Lakatos Arthur kiállítása In: Nyugat. 1910. dec. 16, 1918-1919. o.
- Margitay: Lakatos Artúr kiállítása In: Magyar Iparművészet. 1911. 21-22. o.
- Ismeretlen szerző: Lakatos Artúr In: A Hét. 1918. június 16, 378. o. (Művészet)

### Textil-terveiről (válogatás)
- Aus textiler Kunst In: Textile Kunst und Industrie, 1913. Heft 8. Ed. Hugo Wilisch, Chemnitz, S. 315-33. o. ill.
- Levetus, A. S.: Die Budapester Wekstätte für textile Kunst, In: Textile Kunst und Industrie, 1914. Heft 1. S. 32-39. o. ill.
- Levetus, A. S.: Die textile Fachschule der königlichen Korrektionsanstalt in Kassa In: Textile Kunst und Industrie, 1914. Heft 4. S. 143-149, 4 db tervével
- Dr. Walter Bombe: CÍm? In: Textile Kunst und Industrie, 1914. Heft 1. S. 141-142, 2 db képpel (futószőnyeg-terv és félselyem bútoranyag)